# Dinnington (South Yorkshire)
Dinnington – miasto w Wielkiej Brytanii, w Anglii, w regionie Yorkshire and the Humber, w hrabstwie South Yorkshire, w dystrykcie Rotherham, w civil parish Dinnington St John’s. W 2001 miasto to zamieszkiwało 11 000 osób. Dinnington jest wspomniana w Domesday Book (1086) jako Domnitone/Dunintone/Dunnitone.
W tym mieście ma swą siedzibę klub piłkarski – Dinnington Town F.C.